# Comarca de Calahorra
La Comarca de Calahorra és una comarca de La Rioja, a la regió Rioja Baixa, dins la zona de Valle.
Núm. de municipis: 5
Superfície: 247,92 km2
Població (2007): 32.646 habitants
Densitat: 131,68 hab/km2
Latitud mitjana: 42º 17' 38" nord
Longitud mitjana: 2º 2' 52" oest
Altitud mitjana: 431 msnm

## Municipis de la comarca
- Autol
- Calahorra
- El Villar de Arnedo
- Pradejón
- Tudelilla